# Drymaria xerophylla
Drymaria xerophylla là loài thực vật có hoa thuộc họ Cẩm chướng. Loài này được A.Gray mô tả khoa học đầu tiên năm 1853.